# Reacció de Julia
L'olefinació de Julia és una reacció orgànica de sulfones aromàtiques amb aldehids per donar lloc a trans-alquens.